# سسک فابرگاس
فرانسِسک «سِسک» فابرگاس سولِر (اسپانیایی: Francesc "Cesc" Fàbregas Soler‎؛ زادهٔ ۴ مهٔ ۱۹۸۷) بازیکن پیشین و سرمربی کنونی فوتبال اهل اسپانیا است که هم اکنون هدایت باشگاه فوتبال کومو را برعهده دارد.

## زندگی
فابرگاس در استان بارسلون، کاتالونیا زاده شد. او کار خود را از آکادمی بارسلونا و به عنوان کارآموز فوتبال شروع کرد اما بلافاصله در سپتامبر سال ۲۰۰۳ توسط باشگاه آرسنال، خریداری شد. او در اولین فصل حضور در آرسنال، چندان به خدمت گرفته نشد اما در فصل ۴–۲۰۰۳، به دلیل مصدومیت‌های پی در پی هافبک‌های آرسنال، بیشتر به میدان رفت. سِسک در سال ۲۰۰۳ به تیم زیر هفده سال اسپانیا دعوت شد و در همان سال در کشور فنلاند، برای این تیم به میدان رفت. او به دلیل بازی‌های فوق‌العاده برای تیم آرسنال، در سال ۲۰۰۶ به تیم بزرگ‌سال اسپانیا دعوت شد تا در جام جهانی ۲۰۰۶، برای این تیم به میدان برود.

## دوران باشگاهی

### سال‌های اولیه
فابرگاس در ۱۱ سپتامبر سال ۲۰۰۳ به تیم لندنی آرسنال پیوست. او بازهم به دلیل سنّ کم وارد تیم اصلی (بزرگ‌سال) نشد ولی مصدومیت‌های پی در پی هافبک‌های کلیدی آرسنال، همچون پاتریک ویرا و اِدو، باعث شد که آرسن ونگر سرمربی آرسنال، او را به خدمت بگیرد. سِسک در ۲۳ اکتبر همان سال با بازی در مقابل تیم رودِر هام یونایتد، با ۱۶ سال و ۱۷۷ روز سن، جوان‌ترین بازیکن تاریخ آرسنال شناخته شد. وی همچنین با گلزنی در بازی با تیم ولوِرهمپتون در جام حذفی انگلستان، که به برد ۱–۵ آرسنال انجامید، نام خود را به عنوان جوان‌ترین گلزن این تیم در تاریخ تیم آرسنال، ثبت کرد. در همان سال فابرگاس با تیم آرسنال، قهرمان لیگ انگلستان شد ولی به دلیل بازی نکردن در این لیگ، مدالی دریافت نکرد.
فابرگاس در فصل ۵–۲۰۰۴، برای اولین بار، به دلیل مصدومیت‌های پاتریک ویرا، اِدو و گیلبرتو سیلوا در لیست یازده نفرهٔ آرسن ونگر قرار گرفت. وی به عنوان جوان‌ترین بازیکن تاریخ لیگ انگلستان شناخته شد و با بازی‌های درخشان در مقابل تیم‌هایی همچون بلک بِرن و منچستر یونایتد، پاتریک ویرا و دیگر هافبک‌های وسط تیم آرسنال را نیمکت‌نشین کرد! فابرگاس جوان، در جام باشگاه‌های اروپا هم به میدان رفت و با گلزنی در برابر تیمروزِنبورگ، نام خود را به عنوان دومین جوانترین گلزن تاریخ این جام ثبت کرد.
وی در جمع یازده نفرهٔ تیم آرسنال که با شکست تیم منچستر یونایتد قهرمان جام حذفی سال ۲۰۰۵ شد، حضور داشت.

### پیوستن به یازده نفر اصلی تیم آرسنال
با ترک پاتریک ویرا در سال ۲۰۰۶ از تیم آرسنال و پیوستن به تیم یوونتوس، فرانسِسک فابرگاس به جای این بازیکن به خدمت گرفته شد. هیچ‌کس در آن زمان فکر نمی‌کرد که او با سن کم بتواند در جمع یازده نفرهٔ اصلی آرسنال دوام بیاورد اما او با درخشش در بازی‌های جام قهرمانان اروپا و لیگ انگلستان کیفیت بازی خود را به همگان نشان داد. فرانسِسک در بازی با تیم یوونتوس ایتالیا، در مقابل یار قدیمی خود، پاتریک ویرا قرار گرفت. او در مقابل تکل‌های خشن پاتریک دوام آورد و با ثمر رساندن یک گل و ساختن گلی دیگر برای آرسنال به موفقیت‌های خود افزود. فابرگاس با آرسنال به فینال جام قهرمانان رفت و در مقابل تیم سال‌های نوجوانی خود یعنی تیم بارسلونا قرار گرفت اما آرسنال در این بازی با نتیجهٔ ۱–۲ مغلوب این تیم شد.

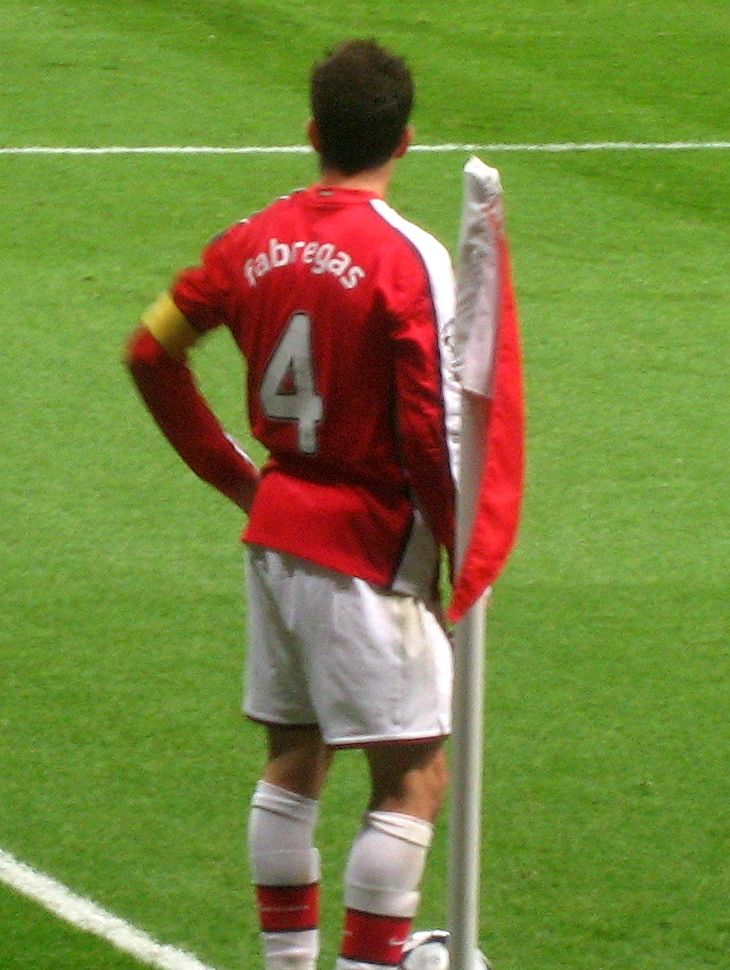
فابرگاس کاپیتان آرسنال در فصل ۰۲۰۰۹–۲۰۰۸

فابرگاس در پایان فصل ۰۶–۲۰۰۵ با پیشنهادها زیادی از سوی تیم رئال مادرید اسپانیا رو به رو شد. آرسن ونگر، سرمربی آرسنال در یکی از مصاحبه‌های خود گفت: "فرانسسک فروشی نیست و به هیچ پیشنهادی از سوی هیچ تیمی گوش نخواهیم داد." و آرسنال با سِسک در سپتامبر ۲۰۰۶ با اینکه این بازیکن ۶ سال دیگر هم با آرسنال قرارداد داشت، قراردادی ۵ ساله امضا کرد. فابرگاس دلیل رد کردن پیشنهادهای دیگر و امضای قراردادی جدید را آرسن ونگر و شیوهٔ بازی آرسنال دانست.
فرانسِسک در فصل ۰۷–۲۰۰۶، تجارب بسیاری کسب کرد. او که به جمع بازیکنان اصلی تیم آرسنال پیوسته بود، در همهٔ بازی‌های لیگ انگلستان حضور داست و در مجموع با ۱۳ پاس گل به عنوان دومین بهترین پاسور لیگ معرفی شد. او در این فصل جوایز و عنوان‌های متعددی دریافت کرد که از آن جمله می‌توان به جایزهٔ روزنامهٔ ایتالیایی توتو اِسپرت (Toto Sport) (که هر سال به بازیکن برتر سال داده می‌شود)، جایزهٔ بازیکن برتر ماه ژانویه و عنوان بهترین بازیکن فصل آرسنال، اشاره کرد به علاوه، سِسک نامزد کسب عنوان‌های بهترین بازیکن دنیا و بهترین بازیکن جوان دنیا بود اما هردوی این جوایز به کریستیانو رونالدو اهدا شد.

### بارسلونا
مذاکرات بارسا و آرسنال سبب شد که وی با قراردادی ۳۴ میلیون پوندی راهی بارسلونا شود.

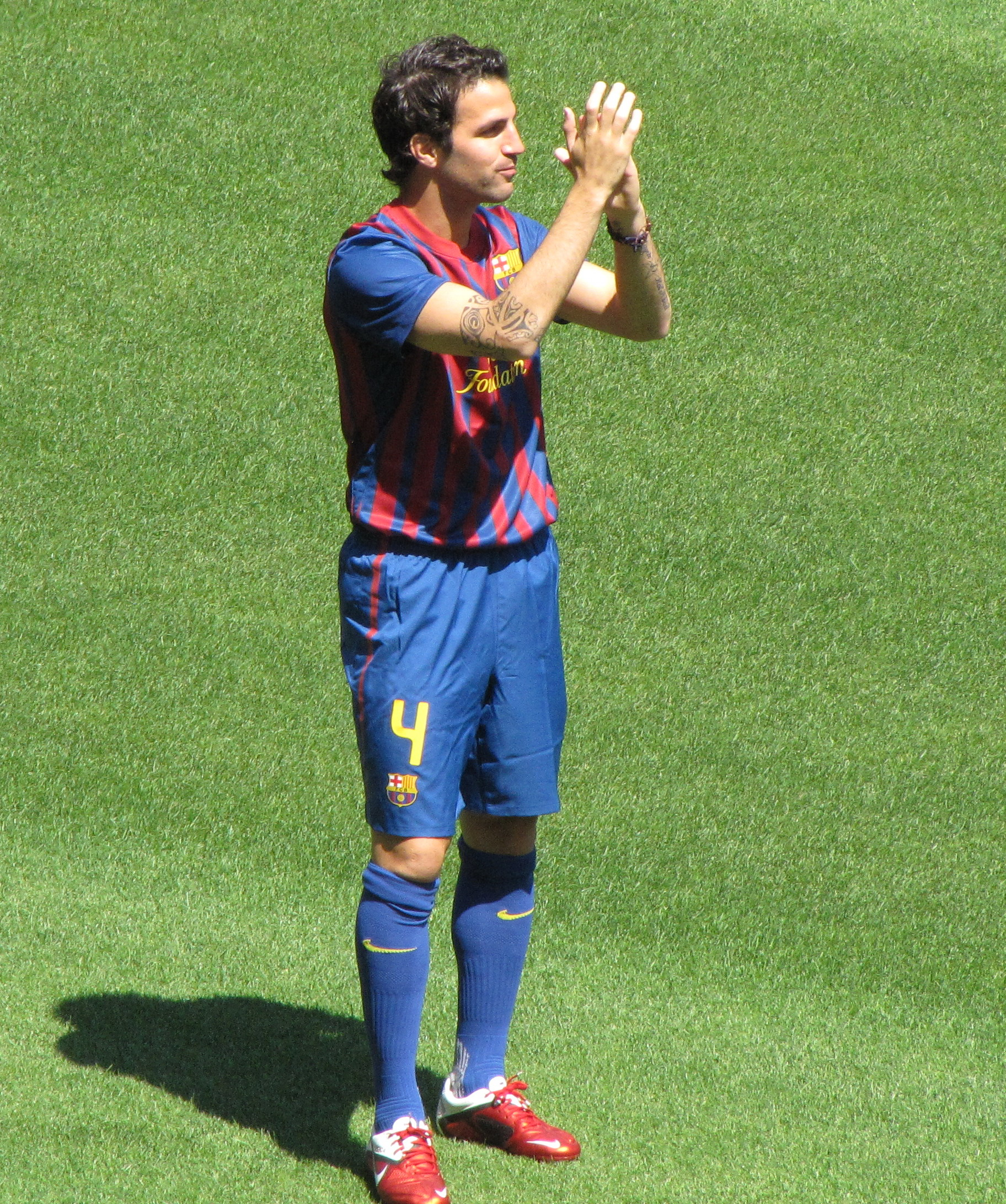
فابرگاس در روز معارفه خود به بارسلونا۲۰۱۱

سسک فابرگاس پیراهن شماره ۴ بارسلونا را به تن کرد و موفق شد با این تیم قهرمان لالیگا و جام حذفی اسپانیا شود. فابرگاس با گلزنی مقابل سانتوس برزیل در فینال باشگاه‌های جهان که به پیروزی چهار بر صفر بارسلون انجامید، جام قهرمانی باشگاه‌های جهان را هم کسب کرد. از بدشانسی‌های فابرگاس اینکه در زمان ورود به بارسلون این تیم قهرمان اروپا شده بود و زمانیکه به چلسی نقل مکان کرد باز هم بارسلون قهرمان اروپا شد.

### چلسی
در ۱۲ ژوئن ۲۰۱۴ با قراردادی پنج ساله به چلسی پیوست. دو قهرمانی در لیگ برتر انگلیس یک قهرمانی در جام حذفی و یک قهرمانی در جام اتحادیه حاصل پنج سال حضورش در چلسی بود. او در این مدت رکورد پاس گل خود را به عدد ۱۱۱ ارتقا داد و پشت سر رایان گیگز با ۱۶۲ پاس دومین بازیکن تاریخ لیگ برتر انگلیس با بیشترین پاس گل محسوب می‌شود. فابرگاس که به نیمکت نشینی در چلسی معترض بود شش ماه قبل از پایان قراردادش در زمان نقل و انتقالات زمستانی به باشگاه موناکو پیوست. چلسی در پایان فصل، لیگ اروپا را فتح کرد و فابرگاس که در نیمی از این جام حضور داشت این افتخار را از دست داد

## دوران ملی
وی با تیم ملی اسپانیا قهرمان یورو ۲۰۰۸ و ۲۰۱۲ و همچنین قهرمانی در جام جهانی ۲۰۱۰ آفریقای جنوبی را به دست آورده است.

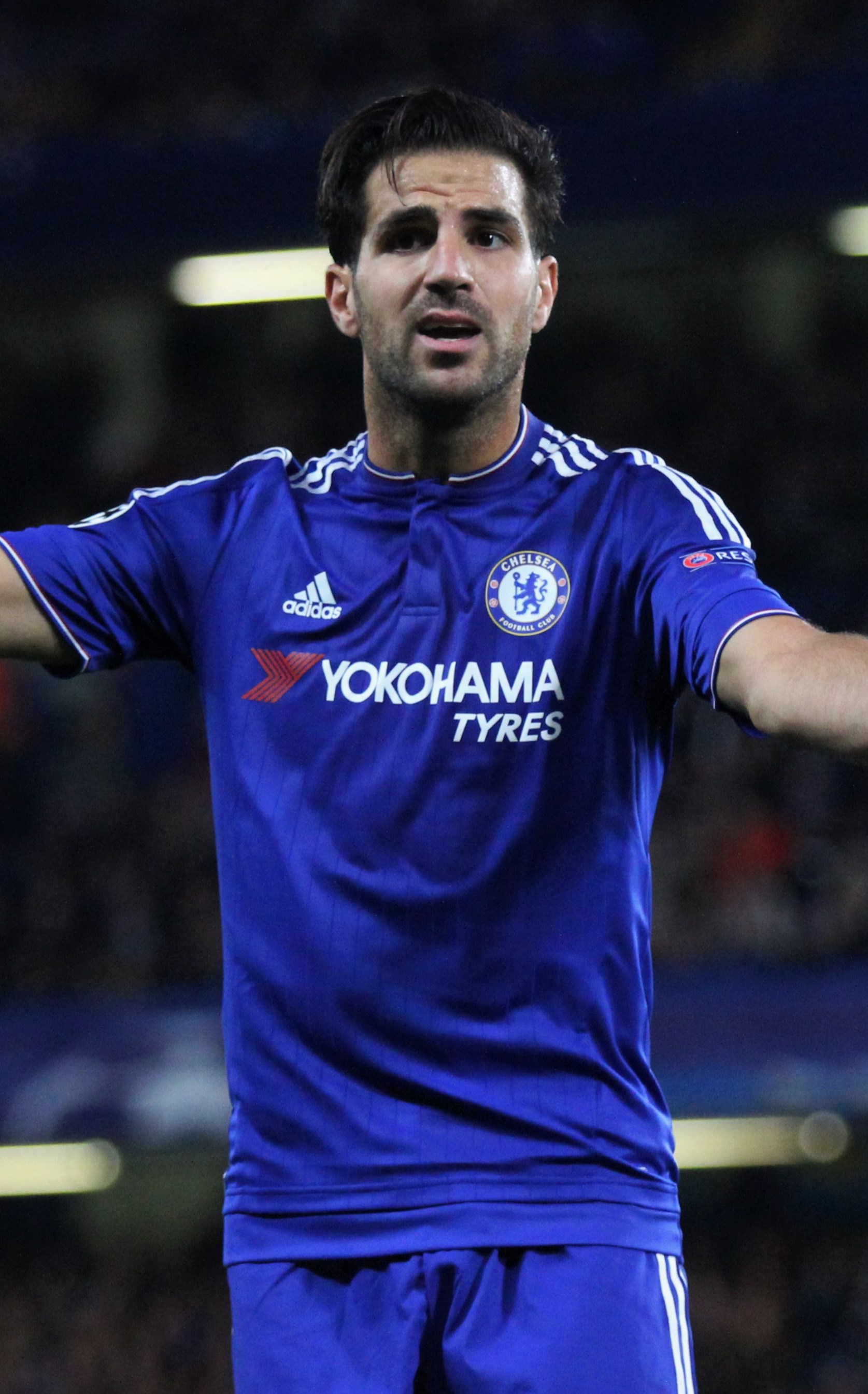
فابرگاس هنگام بازی برای چلسی در سال ۲۰۱۷

در تیم ملی پیراهن شماره ۱۰ را می‌پوشد.
در جام جهانی ۲۰۱۴ برزیل در مرحله گروهی به همراه تیم ملی کشورش با کسب مقام سومی وداع زودهنگامی با جام جهانی داشت.

### تیم جوانان
فرانسِسک فابرگاس در سال ۲۰۰۳، در بازی‌های جام جهانی زیر ۱۷ سال که در کشور فنلاند جریان داشت، برای تیم ملی جوانان اسپانیا به میدان رفت. تیم اسپانیا در دیدار نهایی مغلوب تیم محبوب برزیل شد ولی این موضوع از ارزش‌های سِسک کم نکرد. او با این که به عنوان هافبک در میدان حضور داشت، بهترین گلزن این تورنمنت شناخته شد و جایزهٔ بهترین بازیکن تورنمنت را هم از آن خود کرد. تیم زیر ۱۷ سال اسپانیا به همراه فرانسِسک، در جام ۲۰۰۴ اروپا نیز شرکت کرد ولی باز هم در بازی نهایی شکست خورد. سِسک به عنوان بازیکن طلایی این تورنمنت انتخاب شد.

## سرمربی‌گری
پس از آویختن کفش‌های‌ش، سسک فابرگاس به حرفه‌ی مربی‌گری روی آورد. او در همان باشگاهی که در آن بازنشسته شد، یعنی کومو، کار خود را آغاز کرد. کسی از این سرمربی تازه‌کار، انتظار نتیجه‌ی قابل توجهی رد سری‌آ را نداشت؛ بااین‌حال، کومو در فصل ۲۵-۲۰۲۴ عملکرد شگفت‌آوری داشت و این باشگاه، حتی در ۵ بازی متوالی سری‌آ پیروز شد.
فلسفه‌ی تاکتیکی سسک فابرگاس در کومو بر بازی‌سازی از عقب، ایجاد برتری عددی و تسلط بر مرکز زمین تأکید دارد. تیم او عمدتاً با سیستم ۳-۳-۴ بازی می‌کند و بر روی توالی‌های پاس کوتاه و حفظ فاصله منظم در میانه میدان تمرکز دارد. اولویت فابرگاس بازی از طریق مرکز زمین است و چندین بازیکن را در میانه میدان نگه می‌دارد تا انتقال سریع توپ را تسهیل بخشد و زمانی که تیمش مالک توپ نیست، با ساختار ۱-۴-۱-۴ آرایش دفاعی محکمی را ایجاد کند.
او همچنین به بازیکنان‌ش آزادی عمل کافی را می‌دهد و مانع از این می‌شود که تیم‌ش ربات‌وار عمل کند. 

## افتخارات

### به عنوان بازیکن

#### باشگاهی
آرسنال
- جام حذفی فوتبال انگلستان(۱): ۰۵–۲۰۰۴
- سوپر جام فوتبال انگلستان(۱): ۲۰۰۴
- لیگ قهرمانان اروپا: ۰۶–۲۰۰۵ (نایب قهرمان)

بارسلونا
- لالیگا(۱): ۱۳–۲۰۱۲
- جام حذفی فوتبال اسپانیا(۱): ۱۲–۲۰۱۱
- سوپر جام فوتبال اسپانیا(۲): ۲۰۱۱، ۲۰۱۳
- سوپر جام اروپا(۱): ۲۰۱۱
- جام باشگاه های جهان(۱): ۲۰۱۱

چلسی
- لیگ برتر فوتبال انگلستان(۲): ۱۵–۲۰۱۴، ۱۷–۲۰۱۶
- جام حذفی فوتبال انگلستان(۱): ۱۸–۲۰۱۷
- جام اتحادیه فوتبال انگلستان(۱): ۱۵–۲۰۱۴
- لیگ اروپا(۱): ۱۹–۲۰۱۸

#### ملی
اسپانیا
- جام جهانی فوتبال(۱): ۲۰۱۰
- جام ملت‌های اروپا(۲): ۲۰۰۸، ۲۰۱۲

### شخصی
- جایزه براوو: ۲۰۰۶
- پسر طلایی: ۲۰۰۶
- تیم منتخب سال یوفا: ۲۰۰۶، ۲۰۰۸
- بازیکن برتر ماه لیگ برتر انگلستان: ژانویه ۲۰۰۷، سپتامبر ۲۰۰۷
- بازیکن سال آرسنال: ۰۷–۲۰۰۶، ۱۰–۲۰۰۹
- تیم منتخب اروپا اسپورت مدیا: ۰۸–۲۰۰۷، ۱۰–۲۰۰۹، ۱۵–۲۰۱۴
- تیم منتخب جام ملت های اروپا: ۲۰۰۸، ۲۰۱۲
- مربی برتر ماه سری آ: آوریل ۲۰۲۵، مهٔ ۲۰۲۵

## آمار مربیگری
تا تاریخ ۲۳ مهٔ ۲۰۲۵
| تیم         | کشور    | از             | تا             | رکورد | رکورد | رکورد | رکورد | رکورد   |
| تیم         | کشور    | از             | تا             | تفاضل | برد   | مساوی | باخت  | پیروز % |
| ----------- | ------- | -------------- | -------------- | ----- | ----- | ----- | ----- | ------- |
| کومو (موقت) | ایتالیا | ۱۳ نوامبر ۲۰۲۳ | ۲۰ دسامبر ۲۰۲۳ | ۵     | ۳     | ۱     | ۱     | ۰۶۰     |
| کومو        | ایتالیا | ۱۶ ژوئیه ۲۰۲۰۴ | تا کنون        | ۳۸    | ۱۳    | ۱۰    | ۱۵    | ۰۳۴     |
| مجموع       | مجموع   | مجموع          | مجموع          | ۴۳    | ۱۶    | ۱۱    | ۱۶    | ۰۳۷     |